# 群上の加群
数学において、与えられた群 G 上の加群（かぐん、英: module over G）または G-加群 (G-module) とは、アーベル群 M であって M の群構造と両立する G の作用を持つものをいう。これは G の表現に広く一般に用いることのできる概念である。群コホモロジーは G-加群の一般論の研究において重要な道具をいくつも提供する。
G-加群という用語はもっといっぱんに、G が線型に（つまり R-加群の自己同型からなる群として）作用する R-加群に対しても用いられる。

## 定義と基本事項
G を群とする。左 G-加群あるいは G-左加群は、アーベル群 M に左からの群作用 ρ: G × M → M で
{\displaystyle g\cdot (a+b)=g\cdot a+g\cdot b\quad (g\cdot a:=\rho (g,a))}
となるものをあわせて考えたものである。右 G-加群、G-右加群 も右からの作用を考えて同様に定義される。左 G-加群 M が与えられたとき、G の右からの作用を
{\displaystyle a\cdot g:=g^{-1}\cdot a}
で定義することにより、M を右 G-加群にすることができる。
G-加群 M, N の間の写像 f: M → N が G-加群の準同型あるいは G-線型写像、G-準同型であるとは、f が G-同変な群準同型であるときにいう。
左 G-加群と G-準同型全体のあつまりはアーベル圏 G-Mod を成し、G-Mod は群環 Z[G] 上の左加群の圏と同一視することができる。作用を右からに変えて得られる圏 Mod-G についても同様である。
G-加群 M の部分 G-加群あるいはG-部分加群 (G-submodule) または単に（G-加群としての、G の作用まで込めた）部分加群とは、（抽象群としての）部分加群 A ⊆ M であって G の作用に関して不変、つまり任意の g ∈ G に対して、
{\displaystyle g\cdot a\in A,\quad (\forall a\in A)}
となるものをいう。M とその部分加群 A が与えられたとき、商 G-加群あるいは G-商加群または剰余 G-加群あるいは G-剰余加群 (G-quotient module) M/A が、作用を考えない抽象群としての剰余群 M/A に G の作用を
{\displaystyle g\cdot (m+A):=g\cdot m+A,\quad (g\in G,\,m\in M)}
とさだめることによって定まる。

## 例
- 任意の群 G に対して、アーベル群 Zは、自明な作用 g·a = a に関して G-加群である。
- M を Z 上の二変数二次形式 f(x, y) = ax2 + 2bxy + cy2（a, b, c は有理整数）全体の成す集合とし、G を Z 上の二次特殊線型群 SL(2, Z) とする。このとき、{\displaystyle g={\begin{pmatrix}\alpha &\beta \\\gamma &\delta \end{pmatrix}}} に対し、{\displaystyle (g\cdot f)(x,y):=f((x,y)g)=f(\alpha x+\gamma y,\beta x+\delta y)}と定めれば M は G-加群となる（ただし、(x, y)g は行列の積である）。この G-加群 M はガウスによって研究されたものである。
- V が G の体 K 上の表現ならば、V は（V を加法に関するアーベル群と見て）G-加群である。

## 位相群上の加群
G が位相群で、M が位相アーベル群のとき、M が位相 G-加群であるとは M は G-加群であって、（G × M に直積位相を入れるとき）作用 G × M → M が連続であるときにいう。